# 陸前国

陸前国の位置

陸前国（りくぜんのくに）は、戊辰戦争終結直後に陸奥国から分立した、日本の地方区分の国の一つ。東山道に位置する。領域はほぼ現在の宮城県にあたるが、宮城県南部の亘理郡、伊具郡、刈田郡、角田市、白石市を欠き、岩手県南東部の気仙郡、陸前高田市、大船渡市、釜石市南部を含む。

## 領域
1869年（明治元年）の制定時の領域は、現在の宮城県から下記を除き、岩手県大船渡市・陸前高田市・気仙郡住田町および釜石市の一部（唐丹町）を加えた区域に相当する。
- 岩沼市の一部（阿武隈・大昭和・吹上など）
- 亘理郡亘理町・山元町
- 角田市
- 伊具郡丸森町
- 刈田郡蔵王町・七ヶ宿町
- 白石市

## 沿革
- 「旧高旧領取調帳」の記載によると、明治初年時点での陸奥国のうち後の陸前国内の支配は以下の通り（703村・701,407石余）。太字は当該郡内に藩庁が所在。国名のあるものは飛地領。
  - 名取郡（61村・64,149石余） - 仙台藩
  - 宮城郡（78村・75,435石余） - 仙台藩
  - 黒川郡（49村・43,611石余） - 仙台藩
  - 加美郡（38村・39,247石余） - 仙台藩
  - 柴田郡（35村・30,527石余） - 仙台藩
  - 遠田郡（58村・62,372石余） - 仙台藩
  - 志田郡（64村・57,193石余） - 仙台藩
  - 牡鹿郡（60村・14,927石余） - 仙台藩
  - 桃生郡（65村・73,441石余） - 仙台藩
  - 栗原郡（93村・136,492石余） - 仙台藩（有壁村・片馬合村を除く全域）、陸中一関藩（有壁村・片馬合村のみ）
  - 登米郡（24村・41,791石余） - 仙台藩
  - 玉造郡（21村・24,906石余） - 仙台藩
  - 本吉郡（33村・21,682石余） - 仙台藩
  - 気仙郡（24村・15,626石余） - 仙台藩
- 慶応4年9月24日（1868年11月8日） - 戊辰戦争後の処分により仙台藩が廃藩。
- 明治元年
  - 12月7日（1869年1月19日）
    - 陸奥国が分割され、柴田郡・名取郡・宮城郡・黒川郡・加美郡・玉造郡・志田郡・栗原郡・遠田郡・気仙郡・本吉郡・牡鹿郡・登米郡・桃生郡が陸前国の所属となる。
    - 仙台藩が改めて立藩し、名取郡・宮城郡・黒川郡・加美郡・玉造郡および志田郡の一部を管轄。
    - 牡鹿郡・桃生郡・本吉郡が上野高崎藩取締地となる。
    - 登米郡・遠田郡および志田郡の一部が常陸土浦藩取締地となる。
    - 気仙郡が信濃松本藩取締地となり、花巻県を称する[1]。

  - 12月23日（1869年2月4日） - 栗原郡が下野宇都宮藩取締地となる。
  - 12月24日（1869年2月5日） - 旧仙台藩から没収された磐城国刈田郡白石城に盛岡藩が転封されて白石藩となり、柴田郡を管轄。
- 明治2年
  - 1月14日（1869年2月24日） - 戊辰戦争後の処分により一関藩が減封。国内の管轄地域が宇都宮藩取締地となる。
  - 3月22日（1869年5月3日） - 宇都宮藩取締地が栗原県、土浦藩取締地が涌谷県を称する[1]。
  - 7月20日（1869年8月27日） - 高崎藩取締地に桃生県を設置。
  - 7月22日（1869年8月29日） - 白石藩が盛岡藩に再転封。
  - 8月7日（1869年9月12日） - 旧白石藩領に白石県、涌谷県および栗原県の一部に登米県を設置。
  - 8月12日（1869年9月17日） - 栗原県の残部が胆沢県の管轄となる。
  - 8月13日（1869年9月18日） - 桃生県が石巻県に改称。
  - 8月18日（1869年9月23日） - 花巻県が江刺県に編入。
  - 11月27日（1869年12月29日） - 白石県が角田県に改称。
- 明治3年9月28日（1870年10月22日） - 石巻県が登米県に編入。
- 明治4年
  - 7月14日（1871年8月19日） - 廃藩置県により仙台藩領が仙台県となる。
  - 11月2日（1871年12月13日） - 第1次府県統合により、柴田郡・名取郡・宮城郡・黒川郡・加美郡・志田郡・遠田郡・牡鹿郡・桃生郡が仙台県、玉造郡・栗原郡・気仙郡・本吉郡・登米郡が一関県の管轄となる。
  - 12月13日（1872年1月22日） - 一関県が水沢県に改称。
- 明治5年1月8日（1872年2月16日） - 仙台県が宮城県に改称。
- 明治8年（1875年）11月22日 - 水沢県が磐井県に改称。
- 明治9年（1876年）
  - 4月18日 - 第2次府県統合により磐井県のうち陸前国が宮城県、陸中国が岩手県に分割編入。
  - 5月25日 - 気仙郡が宮城県から岩手県に移管。

| 郡名           | 幕末   | 明治元年                 | 明治2年       | 廃藩置県      | 第1次府県統合        | 第2次府県統合 | 現在   |
| -------------- | ------ | ------------------------ | ------------- | ------------- | -------------------- | ------------- | ------ |
| 柴田郡         | 仙台藩 | 白石藩                   | 白石県→角田県 | 白石県→角田県 | 仙台県→宮城県        | 宮城県        | 宮城県 |
| 名取郡         | 仙台藩 | 仙台藩                   | 仙台藩        | 仙台県        | 仙台県→宮城県        | 宮城県        | 宮城県 |
| 宮城郡         | 仙台藩 | 仙台藩                   | 仙台藩        | 仙台県        | 仙台県→宮城県        | 宮城県        | 宮城県 |
| 黒川郡         | 仙台藩 | 仙台藩                   | 仙台藩        | 仙台県        | 仙台県→宮城県        | 宮城県        | 宮城県 |
| 加美郡         | 仙台藩 | 仙台藩                   | 仙台藩        | 仙台県        | 仙台県→宮城県        | 宮城県        | 宮城県 |
| 玉造郡         | 仙台藩 | 仙台藩                   | 仙台藩        | 仙台県        | 一関県→水沢県→磐井県 | 宮城県        | 宮城県 |
| 志田郡（西部） | 仙台藩 | 仙台藩                   | 仙台藩        | 仙台県        | 仙台県→宮城県        | 宮城県        | 宮城県 |
| 志田郡（東部） | 仙台藩 | 土浦藩取締地（涌谷県）   | 登米県        | 登米県        | 仙台県→宮城県        | 宮城県        | 宮城県 |
| 遠田郡         | 仙台藩 | 土浦藩取締地（涌谷県）   | 登米県        | 登米県        | 仙台県→宮城県        | 宮城県        | 宮城県 |
| 登米郡         | 仙台藩 | 土浦藩取締地（涌谷県）   | 登米県        | 登米県        | 一関県→水沢県→磐井県 | 宮城県        | 宮城県 |
| 栗原郡（東部） | 仙台藩 | 宇都宮藩取締地（栗原県） | 登米県        | 登米県        | 一関県→水沢県→磐井県 | 宮城県        | 宮城県 |
| 栗原郡（西部） | 仙台藩 | 宇都宮藩取締地（栗原県） | 胆沢県        | 胆沢県        | 一関県→水沢県→磐井県 | 宮城県        | 宮城県 |
| 栗原郡（2村）  | 一関藩 | 宇都宮藩取締地（栗原県） | 胆沢県        | 胆沢県        | 一関県→水沢県→磐井県 | 宮城県        | 宮城県 |
| 本吉郡         | 仙台藩 | 高崎藩取締地             | 桃生県→石巻県 | 登米県        | 一関県→水沢県→磐井県 | 宮城県        | 宮城県 |
| 牡鹿郡         | 仙台藩 | 高崎藩取締地             | 桃生県→石巻県 | 登米県        | 仙台県→宮城県        | 宮城県        | 宮城県 |
| 桃生郡         | 仙台藩 | 高崎藩取締地             | 桃生県→石巻県 | 登米県        | 仙台県→宮城県        | 宮城県        | 宮城県 |
| 気仙郡         | 仙台藩 | 松本藩取締地（花巻県）   | 江刺県        | 江刺県        | 一関県→水沢県→磐井県 | 宮城県        | 岩手県 |

## 地域

### 郡
- 柴田郡
- 名取郡
- 宮城郡
- 黒川郡
- 加美郡
- 玉造郡
- 志田郡
- 栗原郡
- 遠田郡
- 気仙郡
- 本吉郡
- 牡鹿郡
- 登米郡
- 桃生郡

### 人口
明治5年 (1872年) の調査では、人口53万4609人を数えた。